# Hochwart (Hochschwabgruppe)
Der (oder „die“, siehe unten) Hochwart ist ein 2210 m ü. A. hoher Berg in der Hochschwabgruppe im österreichischen Bundesland Steiermark.

## Lage und Umgebung
Der Hochwart liegt in jenem welligen Plateau, das den höchstgelegenen Teil der Hochschwabgruppe bildet. Nach dem 2,4 km ostnordöstlich gelegenen Hochschwab, dem direkt südöstlich angrenzenden Zagelkogel und dem G’hacktkogel ist der Hochwart der vierthöchste Gipfel der Gebirgsgruppe. Durch seine Lage inmitten des Plateaus wirkt er jedoch wenig markant und verfügt, anders als viele Berge der Umgebung, über keine spektakulären Felswände. Nach Norden fällt er über stark verkarstetes, unzugängliches Gelände zu den Bergen südlich der Salza ab, ebenso schroff ist die Südseite des Gipfels. Westlich bzw. südwestlich unterhalb des Gipfels liegen Wiesenflächen namens Großer bzw. Kleiner Speikboden, letzterer verbindet den Hochwart über einen flachen Sattel mit dem niedrigeren Karlstein. An der Südseite bildet das Rauchtal die Grenze zwischen Hochwart und Stangenwand, den oberen Abschluss des Rauchtals bildet der Rauchsattel zwischen Hochwart und Zagelkogel im Osten.

### Etymologie
Der Name des Berges dürfte nichts mit einer Warte zu tun haben. 1860 wird er in einer Publikation als „die Hochwart“ bezeichnet, in älteren Karten findet sich auch die Schreibweise „Hochwoad“, die auf die Bedeutung „Hochweide“ verweist.

## Geologie und Geomorphologie
Die Hochschwabgruppe gehört zu den Nördlichen Kalkalpen, innerhalb von deren Ostteil (in der s.g. Mürzalpendecke, Teil des Juvavikums) die sogenannte „Pfaffingalm-Hochschwab-Schuppe“ das zentrale und tektonisch tiefste Bauelement darstellt. Sie umfasst das Kaiserschild-Massiv im Westen und setzt sich danach über das Gebiet nördlich und südlich des Leopoldsteiner See und über das ausgedehnte Karstplateau um die Sonnschienalm sowie über den Vorderen und Hinteren Polster in den Hauptkamm der Hochschwab-Gruppe fort. Das dominante Gestein sind verschiedene Fazies des Wettersteinkalks. Riff-Fazies des Wettersteinkalks bildet auch den Gipfel des Hochwarts, die kahle Nordseite des Berges weist komplexe Karstformationen auf. An seiner Südseite, unter anderem im Bereich des Rauchsattels, treten hingegen Wetterstein-Dolomit und Dachsteinkalk zutage. Plateaus wie jenes rund um den Hochwart sind für das Hochschwabgebiet typisch, es handelt sich dabei um sogenannte „Altflächen,“ die bei der Entstehung der Alpen im Miozän emporgehoben wurden. Sie sind nur gering glazial überformt und weisen in sich meist ein gewelltes Relief auf, an ihren Rändern brechen sie zu den umgebenden Tälern hin jedoch in schroffen Steilwänden ab.
Im Rauchtal zwischen Hochwartgipfel und Zagelkogel liegt der Steinbockschacht, der mit 1127 Metern als tiefste mit Stand 2023 bekannte Höhle der Steiermark gilt.

## Wege
Der Nord-Süd-Weitwanderweg 05 sowie der Nordalpenweg 01 und damit auch die Europäischen Fernwanderwege E6 und E4 führen über den Rauchsattel und den Großen Speikboden und somit südlich unter dem Gipfel des Hochwarts vorbei. Von diesem Weg aus kann der nur knapp 100 Höhenmeter darüber gelegene Gipfel (bei Vermeidung der schroffen Südseite) weglos erreicht werden, er bietet einen bemerkenswerten Ausblick über das Salzatal und die Ybbstaler Alpen. Ein unmarkierter Steig, der von Süden (Trawiestal) durch das Rauchtal auf das Hochschwab-Plateau führt, ist für Wanderer unangenehm steil und schottrig, hingegen bei Skitourengehern beliebt.

Galerie
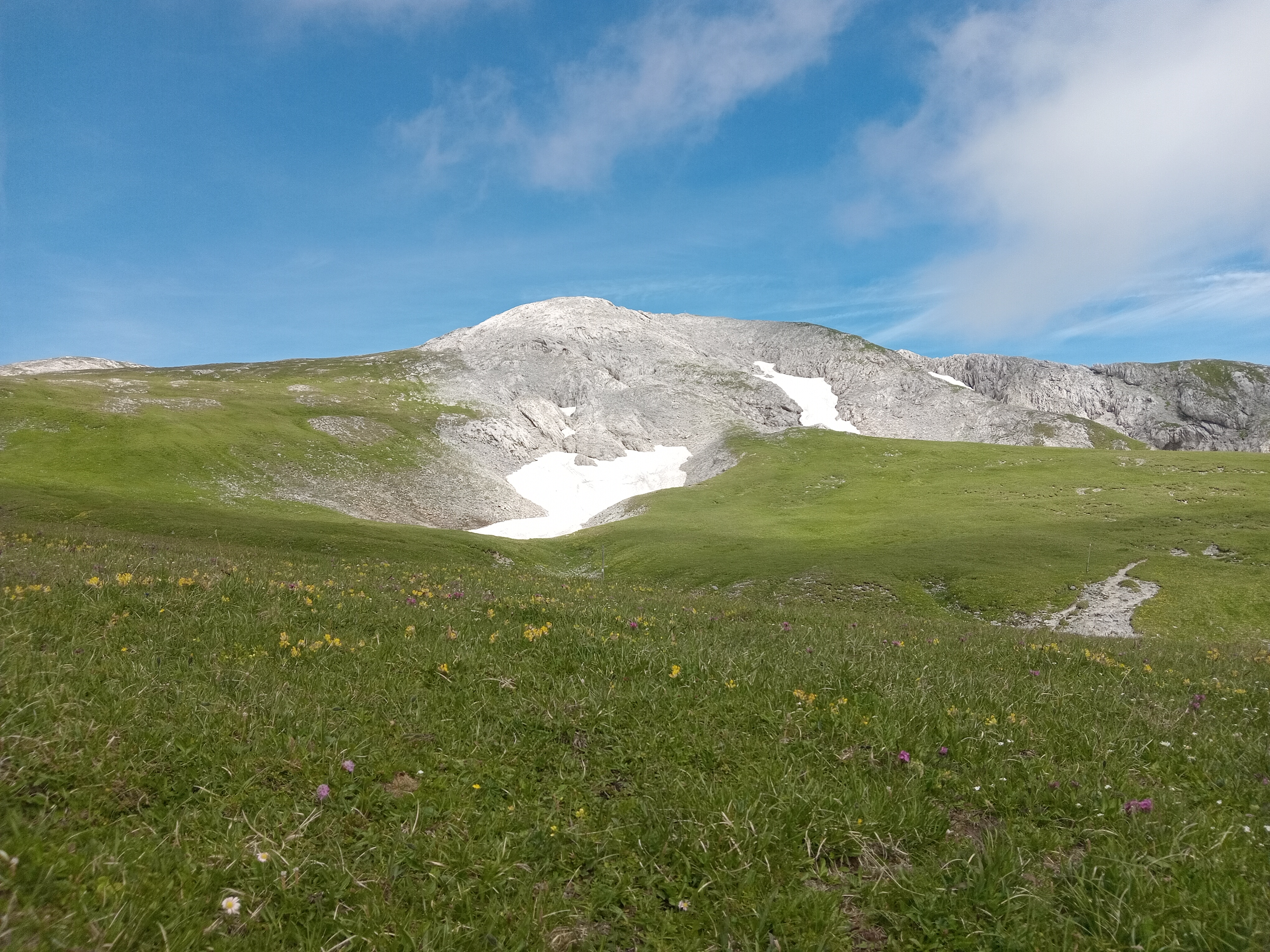
Blick vom Großen Speikboden nach Norden auf den Gipfel des Hochwarts.
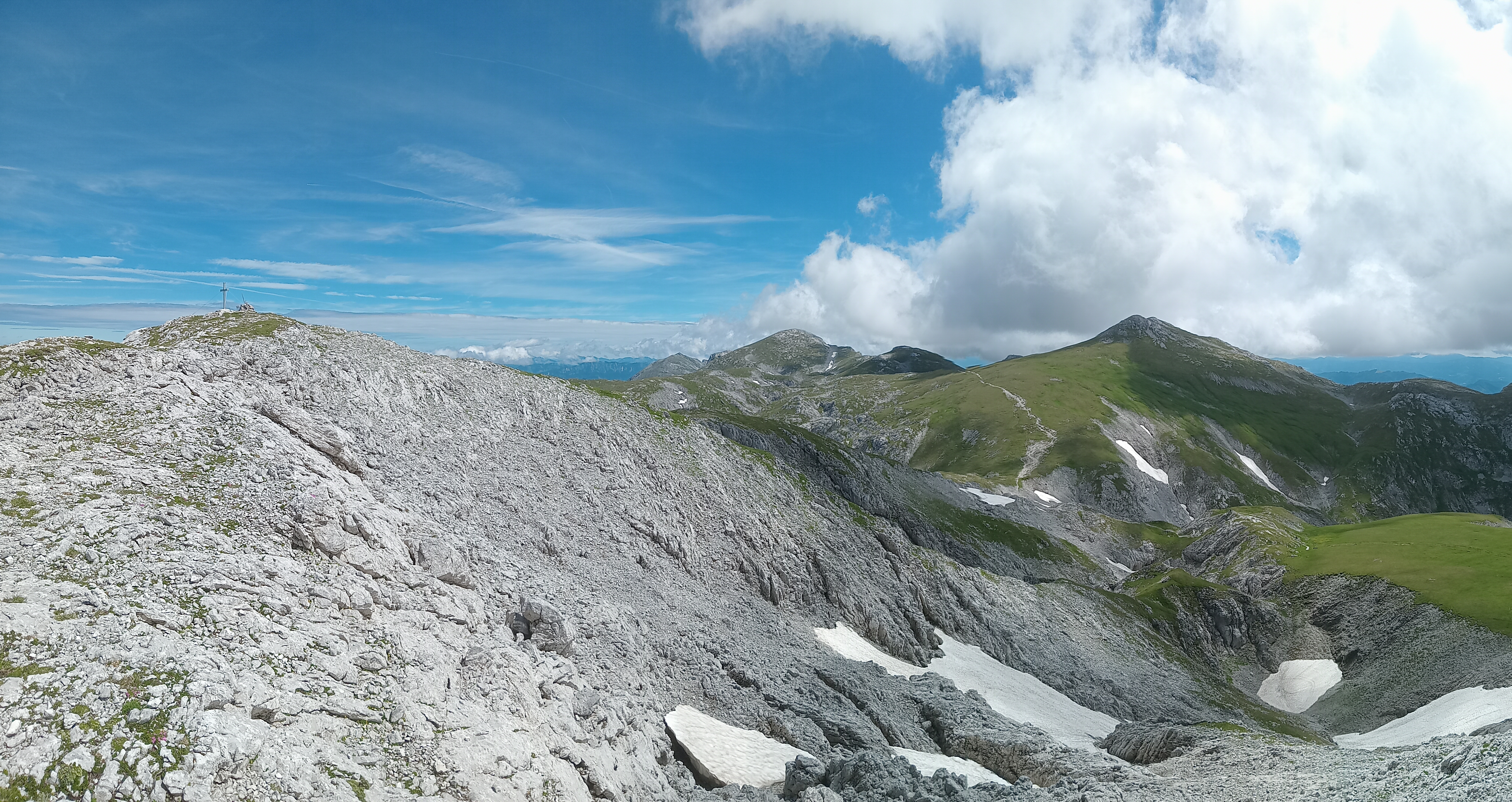
Blick nach Nordosten auf die Gipfel von Hochwart, Hochschwab und Zagelkogel (v. l. n. r.), unter dem Zagelkogel das oberste Rauchtal.
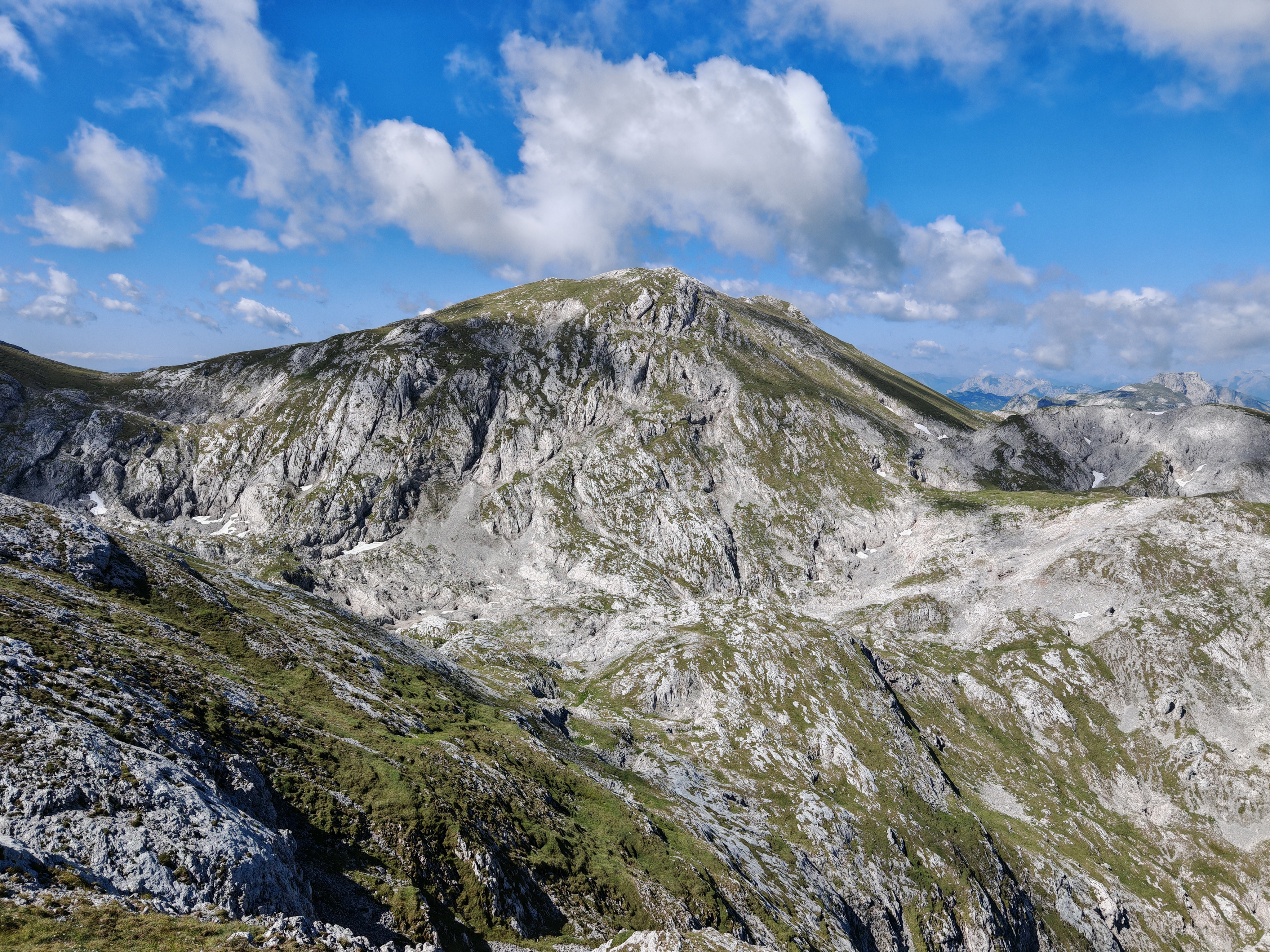
Die stark verkarstete Nord(ost)-Seite des Hochwarts.
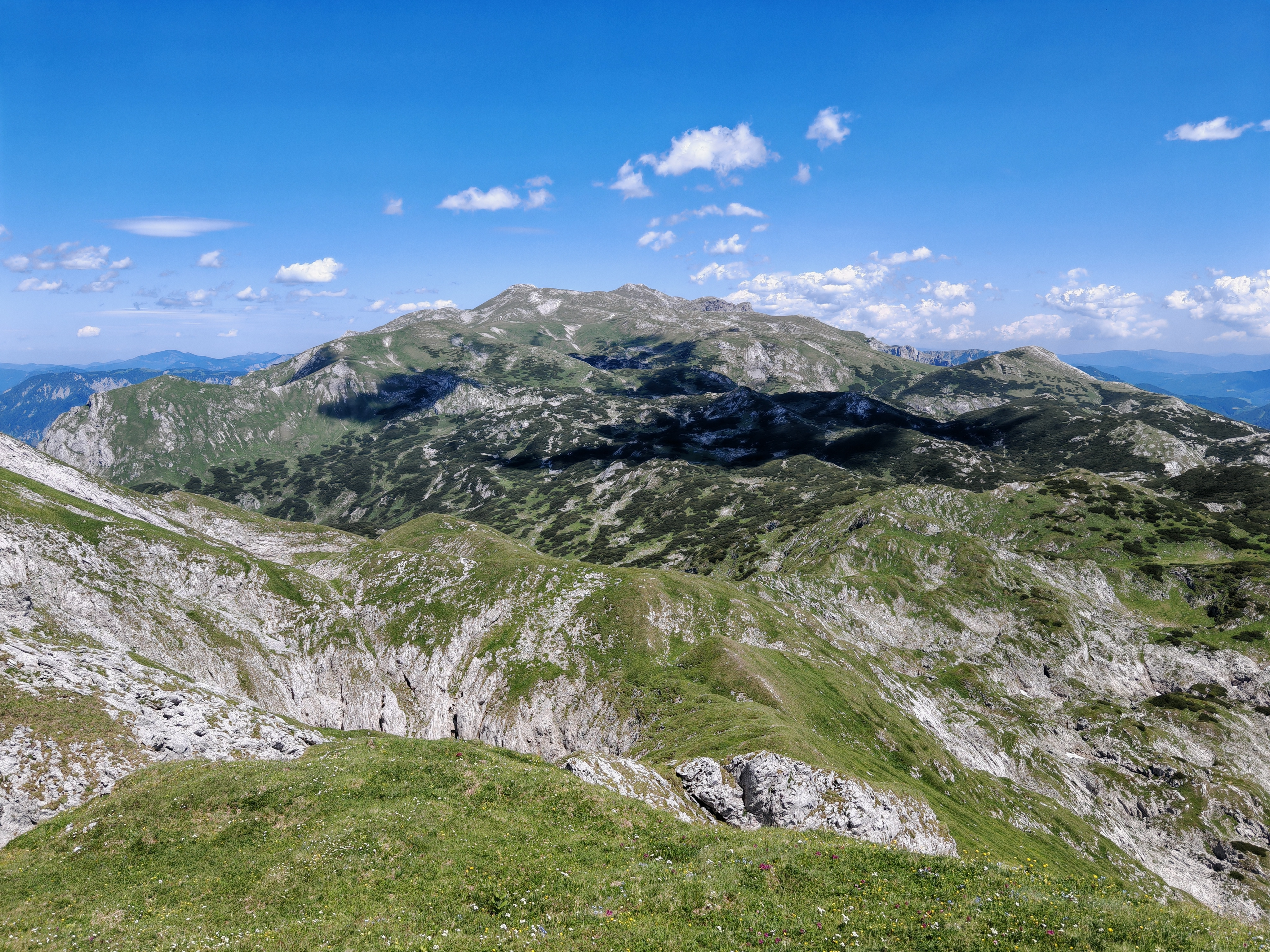
Das Hochschwab-Plateau vom Polster im Westen aus. Die beiden höchsten Gipfel im Bild sind li. Hochwart und re. Zagelkogel, der nur wenig höhere Hochschwab liegt verdeckt dahinter.